# Escuela tomista de Barcelona
La Escuela tomista de Barcelona es una escuela de filosofía fundada por el sacerdote jesuita Ramón Orlandis Despuig, S.J., (1873-1958), sacerdote mallorquín fundador también de la revista Cristiandad y de Schola Cordis Iesu, sección del apostolado de la oración. Los principales representantes de esta escuela son Jaume Bofill Bofill (1910-1965) y Francisco Canals Vidal (1922-2009), ambos discípulos de Orlandis y catedráticos de Metafísica de la Universidad de Barcelona. 
Esta escuela se caracteriza por una lectura del pensamiento de Tomás de Aquino en clave de un personalismo agustiniano. Resaltan por ello en santo Tomás temas originados en San Agustín como la triple dimensión del bien (modo, especie y orden), la interioridad de la mente como memoria espiritual, y el carácter trascendental de la persona. Es también característica de esta escuela, en el campo de la filosofía, la interpretación de la analogía como concepto central para entender la escala de los seres. Esta escuela ha desarrollado también una importante teología de la historia, una teología del Sagrado Corazón y del Reinado social de Cristo y, particularmente Canals, la Josefología.

## Autores
La mayoría de los representantes de esta escuela se han formado en la Universidad de Barcelona bajo el magisterio de Francisco Canals Vidal. Entre ellos, se cuentan: José María Petit Sullá (1940-2007), Eudaldo Forment, José María Alsina Roca, Antoni Prevosti, Antonio Amado, Javier Barraycoa, Enrique Martínez García, Mercedes Palet Fritchi, Pedro Suñer S.J., Margarita Mauri, Ignacio Guiu, José María Romero, Francisca Tomar, Evaristo Palomar, Misericordia Anglés, Juan Martínez Porcell, Magdalena Bosch, Javier Echave-Sustaeta del Villar, José Manuel Moro, Antonio Amado, Santiago Fernández Burillo, Juan García del Muro, Pau Giralt, Ignacio Azcoaga Bengoechea, Hug Banyeres, Enrique Martínez, Alex Verdés, Nuria Paredes, Teresa Signes, Fernando Melero, Gregorio Peña, Laura Casellas, Javier Barraycoa, Lluís Seguí Pons, Miguel Ángel Belmonte, José Mª Montiu, José Manuel Zubicoa, José Mª Mundet, Miguel Subirachs, Jordi Gil, Jorge Soley, José Luis Ganuza y muchos otros.